# Liste der Flaggen im Landkreis Karlsruhe
Diese Liste beinhaltet alle Flaggen im Landkreis Karlsruhe in Baden-Württemberg, inklusive historischer Flaggen.
In Baden-Württemberg werden zweibahnige Flaggen verliehen, deren Farben den Wappenfarben entsprechen. Dabei wird oft als erste Farbe der Flagge (links vom Betrachter) die Farbe der Wappenfigur und als zweite Farbe die des Wappengrundes genommen. Flaggen, die vor Inkrafttreten der deutschen Gemeindeordnung 1935 geführt wurden, dürfen beibehalten werden, auch wenn diese nicht den heutigen Bestimmungen in Baden-Württemberg entsprechen.

## Landkreis Karlsruhe
| Landkreis           | Flagge | Kommentare |
| Landkreis Karlsruhe |        | Wappen am 31. August 1973 verliehen: „1 in Gold ein roter Schrägbalken, 2 in Blau ein durchgehendes, geschliffenes silbernes Kreuz, 3 schräggerautet von Silber und Blau, 4 in Gold drei schräglinksliegende schwarze Hirschstangen.“ Flagge: Rot-Gelb. |

## Flaggen der Städte im Landkreis Karlsruhe
| Stadt         | Flagge | Kommentare |
| Bretten       |        | Rautenschild mit senkrechten Rauten in Siegeln seit 1359. Richtung der Rauten wechselte in Wappendarstellungen außerhalb der Siegel. Senkrechte Rauten von der Stadt im Jahre 1960 endgültig festgelegt: „Von Silber (Weiß) und Blau senkrecht gerautet.“ Flagge: Blau-Weiß, Weiß-Blau. |
| Bruchsal      |        | Wappenschild mit Speyerer Kreuz im ältesten Siegel von 1275. Kugel erstmals in Sekretssiegel von 1404. Kreuz seit dem 18. Jahrhundert geschliffen dargestellt, seit 1898 endgültig so geführt: „In Blau ein durchgehendes, geschliffenes silbernes (weißes) Kreuz, im rechten Obereck eine silberne (weiße) Kugel.“ Flagge: Weiß-Blau, Blau-Weiß. |
| Ettlingen     |        | Wappenbild in Siegeln ab 1346, Tingierung des hinteren Feldes seit dem 19. Jahrhundert belegt. Wappen und Flagge am 12. Februar 1976 vom Regierungspräsidium Karlsruhe neu verliehen: „In gespaltenem Schild vorn in Gold (Gelb) ein roter Schrägbalken, hinten in Blau ein schwebender silberner (weißer) Zinnenturm.“ Flagge: Blau-Weiß. |
| Kraichtal     |        | Wappen und Flagge am 12. Januar 1973 vom Innenministerium verliehen: „In Gold (Gelb) ein rot bewehrter und rot bezungter schwarzer Doppeladler, belegt mit einem silbernen (weißen) Brustschild, worin eine neunblättrige, grünbesamte rote Rose mit grünen Kelchblättern.“ Flagge: Rot-Weiß, Weiß-Rot. |
| Oberderdingen |        | Heutiges Wappen in Tingierung und formaler Gestaltung an das seit 1930 geführte Wappen angelehnt; Rost (Fleckenzeichen Oberderdingens und seit dem 16. Jahrhundert als Siegelbild verwendet) und Rebast aus dem alten Wappen entnommen, letzteres zur Symbolisierung Großvillars umgedeutet; Kutte durch Flehinger/Sickinger Kugeln ersetzt. Wappen und Flagge am 7. Juni 1982 vom Landratsamt Karlsruhe verliehen: „In von Schwarz und Silber (Weiß) gespaltenem Schild oben rechtshin liegend ein Rebast mit drei Blättern und zwei Trauben in verwechselten Farben, darunter vorn fünf (2:1:2) silberne (weiße)Kugeln, hinten ein blauer Rost (Griff nach unten).“ Flagge: Weiß-Schwarz, Schwarz-Weiß. |
| Östringen     |        | Kesselring als Dorfzeichen auf zwei 1709 gegossenen Kirchenglocken. Kesselring mit Stern als schmückendes Beiwerk in Fleckensiegel von 1746, Stern in Farbstempeln des 19. Jahrhunderts zur Blume umgeformt. Heutiges Wappen im Jahre 1907 angenommen. Flagge am 16. Oktober 1958 vom Innenministerium verliehen: „In Blau ein silberner (weißer) Kesselring, darin ein goldener (gelber) Stern.“ Flagge: Blau-Weiß. |
| Philippsburg  |        | Gespaltener Dreiecksschild mit Speyerer Kreuz im rechten und Lilie im linken Feld in Siegel von 1386, Tingierung seit dem 19. Jahrhundert belegt. Silberner Faden in neuester Zeit eingeführt: „In durch einen silbernen (weißen) Faden gespaltenem blauen Schild vorn ein durchgehendes, geschliffenes silbernes (weißes) Kreuz, hinten eine silberne (weiße) Lilie.“ Flagge: Weiß-Blau, Blau-Weiß. |
| Rheinstetten  |        | Speyerer Kreuz aus den seit 1902 geführten Wappen von Forchheim und Mörsch, Krone aus dem seit 1902 geführten Wappen von Neuburgweier. Wappen und Flagge am 22. Juli 1975 vom Innenministerium verliehen: „In Blau ein durchgehendes, geschliffenes silbernes (weißes) Kreuz, der obere Balken überdeckt mit einer goldenen (gelben) Krone mit roten und blauen Juwelen.“ Flagge: Gelb-Blau, Blau-Gelb. |
| Stutensee     |        | Wappen und Flagge am 29. April 1976 vom Landratsamt Karlsruhe verliehen: „In Gold (Gelb) über blauem Wellenschildfuß eine springende rote Stute.“ Flagge: Rot-Gelb. |
| Waghäusel     |        | Wappen und Flagge am 26. September 1977 vom Landratsamt Karlsruhe verliehen: „In gespaltenem Schild vorn in Gold (Gelb) eine rote Kapelle, hinten in Blau ein durchgehendes, geschliffenes silbernes (weißes) Kreuz.“ Flagge: Rot-Gelb. |

## Flaggen der Gemeinden im Landkreis Karlsruhe
| Gemeinde                 | Flagge | Kommentare |
| Bad Schönborn            |        | Wappen und Flagge am 13. März 1975 vom Innenministerium verliehen: „In Blau ein nach links versetzter, an den linken Schildrand stoßender, zweischaliger silberner (weißer) Brunnen mit silberner (weißer) Wasserfontäne, im rechten oberen Eck ein goldener (gelber) Schild, worin ein blau gekrönter roter Löwenrumpf.“ Flagge: Weiß-Blau. |
| Dettenheim               |        | Hufeisen als Fleckenzeichen von Liedolsheim, Rußheim und des ehemaligen Dettenheims; Hufeisen in Liedolsheimer und Rußheimer Siegeln des 19. Jahrhunderts, sowie in deren 1901 angenommen Wappen in den Hauptfarben Blau und Silber. Wappen und Flagge am 14. November 1977 vom Landratsamt Karlsruhe verliehen: „In Blau unter erhöhtem silbernen (weißen) Wellenbalken ein silbernes (weißes) Hufeisen.“ Flagge: Weiß-Blau. |
| Eggenstein-Leopoldshafen |        | Hufeisen als Dorfmarke Eggensteins und Leopoldshafens, in den Gemeindesiegeln des 19. Jahrhunderts und im 1902 festgelegten Wappen von Eggenstein geführt. Wappen und Flagge am 4. August 1976 vom Landratsamt Karlsruhe verliehen: „In gespaltenem Schild vorn in Gold (Gelb) ein rotes Hufeisen, hinten in Blau ein silbernes (weißes) Atommodell.“ Flagge: Rot-Gelb. |
| Forst                    |        | Frauengestalt mit Kelch und Schwert (Heilige Barbara) über Medaillon mit Kreuz im ältesten Siegel aus der ersten Hälfte des 18. Jahrhunderts; Turm anstelle des Kelchs in späteren Siegeln. Wappen im Jahre 1907 angenommen. Flagge am 10. Mai 1985 vom Landratsamt Karlsruhe verliehen: „In Blau auf grünem Boden die silbern (weiß) gewandete Heilige Barbara mit goldener (gelber) Krone und goldenem (gelbem) Nimbus, in der Rechten einen roten Turm haltend, die Linke auf ein goldenes (gelbes) Schwert stützend.“ Flagge: Weiß-Blau.                                                                                    |
| Gondelsheim              |        | Getreidegarbe auf Bodenstück im ersten Siegel von 1812. Wappen im Jahre 1910 vom Generallandesarchiv gestaltet: „In Rot auf grünem Schildfuß eine goldene (gelbe) Garbe.“ Flagge: Rot-Grün, Grün-Rot. |
| Graben-Neudorf           |        | Zwei gekreuzte Spaten aus dem seit 1901 geführten Wappen Grabens, basierend auf dem im 16. und 17. Jahrhundert verwendeten Siegel des alten badischen Amtes Graben; schwebendes silbernes Kreuz aus dem 1907 angenommen Wappen Neudorfs, basierend auf dem ältesten Siegel; Hauptfarben beider Wappen sind Blau und Silber. Wappen und Flagge am 18. Juni 1975 vom Innenministerium verliehen: „In Blau ein schwebendes, geradarmiges silbernes (weißes) Tatzenkreuz, dahinter zwei schräggekreuzte silberne (weiße) Spaten (Grabscheite) mit schwarzen Stielen.“ Flagge: Weiß-Blau.                                            |
| Hambrücken               |        | Wappen im Jahre 1901 angenommen. Flagge am 15. September 1971 vom Innenministerium verliehen: „In Blau ein durchgehendes, geschliffenes silbernes (weißes) Kreuz, überdeckt mit einem roten Schild, worin ein goldenes (gelbes) Jagdhorn an silberner (weißer) Schnur.“ Flagge: Blau-Weiß; Blau-Weiß-Blau, blaue Streifen sind schmäler. |
| Karlsbad                 |        | Wappen und Flagge am 9. September 1975 vom Innenministerium verliehen. Tingierung basierend auf Wappenfarben Langensteinbachs: „In Blau am rechten Schildrand beginnend bis zur Schildmitte drei unten nach hinten gebogene, sich verjüngende und in einem Punkt des linken Schildrandes auslaufende silberne (weiße) Pfähle, in der Schildmitte eine silberne (weiße) Schale in verwechselten Farben.“ Flagge: Weiß-Blau, Blau-Weiß. |
| Karlsdorf-Neuthard       |        | Vordere Schildhälfte aus dem Dettenheimer Gerichtssiegel vom Ende des 18. Jahrhunderts und seit 1955 im Wappen Karlsdorfs; auffliegende Ente aus dem 1958 gestalteten Wappen Neuthards, basierend auf Siegel des ausgehenden 18. Jahrhunderts. Wappen und Flagge am 9. Juli 1980 vom Landratsamt Karlsruhe verliehen: „In gespaltenem Schild vorn in Gold (Gelb) schräggekreuzt ein schwarzer Schiffshaken und ein schwarzes Ruder, überdeckt mit einem schwarzen Kelch, hinten in Blau eine auffliegende silberne (weiße) Ente mit goldenem (gelbem) Schnabel und goldenen (gelben) Füßen.“ Flagge: Weiß-Blau.                 |
| Kronau                   |        | Wappenschild mit Ortszeichen (fünfstrahliger gestürzter Stern) in Siegeln seit der ersten Hälfte des 18. Jahrhunderts, ältester Abdruck aus dem Jahre 1746. Tingierung im Jahre 1907 vom Generallandesarchiv vorgeschlagen. Flagge am 24. Oktober 1990 vom Landratsamt Karlsruhe verliehen: Verliehenes Wappen: „In Blau ein geschliffener, fünfstrahliger silberner (weißer) Stern.“ Von der Gemeindeverwaltung genutztes Wappen: „In blauer Schweizer Schildform ein fünfstrahliger silberner Stern unter einer schwebenden Krone.“ Flagge: Weiß-Blau.                                                                        |
| Kürnbach                 |        | Gänsefuß als Ortszeichen auf Grenzsteinen und als Siegelbild seit dem 18. Jahrhundert, ältester Abdruck aus dem Jahre 1776. Bei Wappenempfehlung des Generallandesarchivs im Jahre 1901 wurde Schwimmvogelfuß irrtümlich in Raubvogelfuß verwandelt. Tingierung im Jahre 1953 festgelegt. Flagge am 14. Februar 1968 vom Innenministerium verliehen: „In Rot ein silberner (weißer) Adlerfang.“ Flagge: Weiß-Rot. |
| Linkenheim-Hochstetten   |        | Ruder und Schifferstange aus dem 1969 verliehen Wappen Linkenheims, basierend auf den ältesten Gerichtssiegeln ab 1562; Gürtelschnalle aus dem 1895 geschaffenen Wappen Hochstettens zum Bord umgedeutet; Farben des letzteren Wappens sind gold-blau. Wappen und Flagge am 20. Dezember 1976 vom Landratsamt Karlsruhe verliehen: „In Blau mit goldenem (gelbem) Innenbord schräggekreuzt ein goldenes (gelbes) Ruder und eine goldene (gelbe) Schifferstange.“ Flagge: Gelb-Blau. |
| Malsch                   |        | Pflugschar als Fleckenzeichen zumeist in Wappenschild in allen Siegeln, ältester Abdruck aus dem Jahre 1471. Tingierung im Jahre 1902 festgelegt: „In Blau eine gestürzte silberne (weiße) Pflugschar.“ Flagge: Weiß-Blau. |
| Marxzell                 |        | Wappen und Flagge am 17. März 1975 vom Innenministerium verliehen: „In Rot ein schreitender, geflügelter goldener (gelber) Löwe.“ Flagge: Gelb-Rot. |
| Oberhausen-Rheinhausen   |        | Wappen von Oberhausen im Jahre 1900 angenommen, Motive aus dem Rhein- und Oberhauser Gerichtssiegel des 18. Jahrhunderts entnommen. Oberhauser Wappen von der neuen Gemeinde weitergeführt. Flagge vor 1935 geführt: „In gespaltenem Schild vorn in Blau ein halbes durchgehendes, geschliffenes silbernes (weißes) Kreuz am Spalt, hinten in Gold (Gelb) ein mit Spitzen besetztes, achtspeichiges, halbes schwarzes Rad am Spalt.“ Flagge: Blau-Weiß. |
| Pfinztal                 |        | Wappen und Flagge am 13. März 1975 vom Innenministerium verliehen: „In geteiltem und oben gespaltenem Schild oben vorn in Gold (Gelb) ein roter Schrägbalken, hinten in Blau ein durchgehendes, geschliffenes silbernes (weißes) Kreuz, unten in Blau ein silberner (weißer) Brückenbogen an der Teilung.“ Flagge: Weiß-Blau. |
| Sulzfeld                 |        | Wappen erstmals in Fleckensiegel von 1777 mit durch Schraffierung gekennzeichneten blauen Schildgrund. Tingierung im Jahre 1901 vervollständigt. Flagge am 7. Februar 1990 vom Landratsamt Karlsruhe verliehen: „In Blau ein aus einer silbernen (weißen) Wolke am vorderen Schildrand hervorgehender nackter Rechtarm mit kurzem silbernen (weißen) Ärmel, der eine goldene (gelbe) Ähre hält.“ Flagge: Blau-Weiß. |
| Ubstadt-Weiher           |        | Reichsapfel aus dem 1907 geschaffenen Wappen von Ubstadt, Ubstadter Ortszeichen (geometrische Figur eines Sesters mit Kreuz) im 18. Jahrhundert als Reichsapfel beschrieben. Wappen und Flagge am 20. Januar 1975 vom Innenministerium verliehen: „In gespaltenem Schild vorn in Blau ein durchgehendes, geschliffenes silbernes (weißes) Kreuz, hinten in Silber (Weiß) ein roter Reichsapfel mit goldenem (gelbem) Kreuz und goldenen (gelben) Beschlägen.“ Flagge: Weiß-Blau. |
| Waldbronn                |        | Silberner Balken aus dem 1902 angenommen Wappen Reichenbachs (In Blau ein silberner Balken.) in Wellenschrägbalken verwandelt, Pflugschar und Mond sind alte Ortszeichen und Wappenbilder von Busenbach und Etzenrot. Wappen und Flagge am 12. Mai 1982 vom Landratsamt Karlsruhe verliehen: „In Blau ein silberner (weißer) Wellenschrägbalken, begleitet oben von einer gestürzten goldenen (gelben) Pflugschar, unten von einem abnehmenden goldenen (gelben) Mond mit Gesicht.“ Flagge: Weiß-Blau, Blau-Weiß. |
| Walzbachtal              |        | Eichenzweig aus dem 1901 angenommenen Wappen Jöhlingens, basierend auf dem seit dem 18. Jahrhundert überlieferten Fleckenzeichen; Tingierung des vorderen Feldes basierend auf badischem Wappen, welches die vordere Hälfte des Wössinger Wappens von 1911 bildet. Wappen am 12. Juli 1972 vom Innenministerium verliehen. Flagge am 18. Juli 1984 vom Landratsamt Karlsruhe verliehen: „In gespaltenem Schild vorn in Rot ein goldener (gelber) Ast, von dem eine Eichel zwischen zwei Eichenblättern herabhängt, hinten in Blau ein halbes durchgehendes, geschliffenes silbernes (weißes) Kreuz am Spalt.“ Flagge: Gelb-Rot. |
| Weingarten               |        | Wappenschild mit Weintraube aus blattlosem Ast nach oben wachsend im ältesten Siegel aus der ersten Hälfte des 16. Jahrhunderts, spätere Siegel fügten zwei Blätter hinzu. Siegel im 18. Jahrhundert oft auf den Kopf gestellt abgedruckt. Wappen in heutiger Gestalt im Jahre 1901 vom Generallandesarchiv entworfen. Flagge im Jahre 1933 vom Gemeinderat festgelegt: „In Silber (Weiß) an einem grünen Rebast mit zwei Blättern eine blaue Traube.“ Flagge: Blau-Weiß-Grün. |
| Zaisenhausen             |        | Sester als Fleckenzeichen auf Grenzsteinen von 1611 im Jahre 1613 eingemeißelt und auf ehemaliger Glocke von 1681 angebracht, sowie in den Siegeln, seit 1747 geführt, in zunächst ovaler Form immer gezeigt. Altes Fleckenzeichen als Wappenbild im Jahre 1911 beibehalten, sowie Tingierung festgelegt. Flagge am 29. März 1990 vom Landratsamt Karlsruhe verliehen: „In Blau das silberne (weiße) Ortszeichen (in Form eines Sesters).“ Flagge: Blau-Weiß. |

## Flaggen ehemaliger Städte und Gemeinden
| Ortsteil          | Flagge | Kommentare |
| Bad Langenbrücken |        | Wappen und Flagge am 28. September 1956 vom Innenministerium verliehen: „In Rot ein von vier achtstrahligen goldenen Sternen begleiteter Haken mit der Spitze nach links.“ Flagge: Gelb-Rot. |
| Bad Mingolsheim   |        | Wappen und Flagge am 24. Juli 1957 vom Innenministerium verliehen: „In Blau eine silberne Muschel über zwei nebeneinanderliegenden, an den Außenseiten geöffneten silbernen Ringen.“ Flagge: Weiß-Blau. |
| Bauerbach         |        | Wappen in Siegel von 1590/91, im Jahre 1911 festgelegt: „In gespaltenem Schild vorn in Gold ein rot bewehrter und rot bezungter halber schwarzer Adler am Spalt, hinten in Rot eine aufrechte goldene Hacke.“ Flagge: Gelb-Rot, Rot-Gelb, Weiß-Gelb.                                                                         |
| Blankenloch       |        | Wappen und Flagge am 20. Juni 1961 vom Innenministerium verliehen: „In Rot eine goldene Spornschnalle.“ Flagge: Gelb-Rot. |
| Bruchhausen       |        | Wappen und Flagge am 29. September 1970 vom Innenministerium verliehen: „In Rot auf einem durchgehenden silbernen Ast eine silberne Taube.“ Flagge: Weiß-Rot. |
| Büchenau          |        | Wappen und Flagge am 12. August 1958 vom Innenministerium verliehen: „In geteiltem Schild oben in Gold eine rote Waage, unten in Rot ein liegendes goldenes Tabakblatt.“ Flagge: Rot-Gelb. |
| Büchig            |        | Siegel von 1760 zeigt Dorfzeichen (Hufeisen von Palmzweigen umgeben, aus Zweigen wächst Blume in Hufeisen, geflügelter Engelskopf über Zweigen); Wappen im Jahre 1911 festgelegt: „In Blau ein silbernes Hufeisen.“ Flagge: Weiß-Blau.                                                                                       |
| Busenbach         |        | Wappen und Flagge am 23. Januar 1961 vom Innenministerium verliehen: „In gespaltenem Schild vorn in Gold ein roter Schrägbalken, hinten in Blau eine gestürzte silberne Pflugschar, darunter ein achtspeichiges silbernes Mühlrad.“ Flagge: Rot-Gelb.                                                                        |
| Diedelsheim       |        | Wappen und Flagge am 22. April 1963 vom Innenministerium verliehen: „In Blau eine springende silberne Forelle.“ Flagge: Weiß-Blau. |
| Dürrenbüchig      |        | Dürre Buche auf Grasboden im ältesten Siegel von 1811; Wappen im Jahre 1911 angenommen: „In Silber auf grünem Dreiberg eine dürre schwarze Buche.“ Flagge: Weiß-Schwarz, Schwarz-Weiß. |
| Eggenstein        |        | Flagge am 22. Oktober 1963 vom Innenministerium verliehen: „In Rot ein goldenes Hufeisen.“ Flagge: Gelb-Rot. |
| Ettlingenweier    |        | „In Silber ein blauer Abtsstab, begleitet von zwei blaubesamten roten Rosen mit grünen Kelchblättern.“ Flagge: Blau-Weiß. |
| Etzenrot          |        | Halbmond in Siegel von 1830, Wappen seit 1902: „In Rot ein abnehmender goldener Halbmond mit Gesicht.“ Flagge: Weiß. |
| Forchheim         |        | Wappen und Flagge am 17. Februar 1964 vom Innenministerium verliehen: „In Blau ein durchgehendes, geschliffenes silbernes Kreuz, überdeckt mit zwei schräggekreuzten goldenen Krummstäben.“ Flagge: Weiß-Blau. |
| Friedrichstal     |        | Wappen und Flagge am 20. Juni 1961 vom Innenministerium verliehen: „In Rot der goldene lateinische Großbuchstabe F, darüber eine rotgefütterte Krone mit hermelinbesetztem Reif, goldenen Bügeln und Reichsapfel und schwarzem Kreuz.“ Flagge: Gelb-Rot.                                                                     |
| Gölshausen        |        | Wappenbild zwischen 1757 und 1761 in spitzer Form als Siegel nachgewiesen, abgerundetes Ortszeichen in Siegel von 1791; Wappen im Jahre 1903 vom Generallandesarchiv festgelegt: „In Silber das schwarze Ortszeichen (in der Art und Form eines P).“ Flagge: Schwarz-Weiß.                                                   |
| Heidelsheim       |        | Wappen aus dem 13. Jahrhundert überliefert: „In Gold ein rotbewehrter schwarzer Adler.“ Flagge: Schwarz-Gelb. |
| Helmsheim         |        | Kleeblatt in Siegel von 1700; Wappen im Jahre 1969 angenommen: „Unter von Blau und silber schräggerautetem Schildhaupt in Rot ein goldenes Kleeblatt.“ Flagge: Gelb-Rot. |
| Karlsdorf         |        | „In gespaltenem Schild vorn in Gold schräggekreuzt ein schwarzer Schiffshaken und ein schwarzes Ruder, überdeckt mit einem schwarzen Kelch, hinten in Blau auf grünem Boden ein steigendes silbernes Pferd.“ Flagge: Weiß-Blau.                                                                                              |
| Kirrlach          |        | Wappen und Flagge am 28. Oktober 1959 vom Innenministerium verliehen: „In Grün ein aufrechtes, nach rechts gewendetes silbernes Beil mit schwarzem Stiel.“ Flagge: Weiß-Grün. |
| Leopoldshafen     |        | Flagge am 25. Oktober 1966 vom Innenministerium verliehen: „In Silber auf blauem Wasser ein schwarzes Segelschiff mit blauem Segel und rotem Wimpel, im Heck ein rotgekleideter Mann mit rotem Hut und schwarzem Ruder.“ Flagge: Blau-Weiß.                                                                                  |
| Linkenheim        |        | Wappen und Flagge am 25. September 1969 vom Innenministerium verliehen: „In Rot schräggekreuzt eine goldene Schifferstange und ein goldenes Ruder, darüber eine goldene Pflugschar.“ Flagge: Gelb-Rot. |
| Mörsch            |        | „In Blau ein durchgehendes, geschliffenes silbernes Kreuz, überdeckt mit einem roten Herzschild, darin schräg gekreuzt zwei goldene Fische.“ Flagge: Schwarz-Rot-Gelb. |
| Mutschelbach      |        | „In Silber ein blauer Wellenschrägbalken begleitet von zwei blaubesamten roten Rosen mit grünen Kelchblättern.“ Flagge: Weiß. |
| Neibsheim         |        | Kleeblatt auf Grenzsteinen um 1796; Wappen im Jahre 1906 angenommen. Flagge am 19. Juni 1970 vom Innenministerium verliehen: „In Silber ein grünes Kleeblatt.“ Flagge: Grün-Weiß. |
| Neuburgweier      |        | „In Blau eine mit roten und grünen Juwelen besetzte goldenen Krone, durch die drei gekreuzte silberne Pfeile gesteckt sind.“ Flagge: Gelb-Blau. |
| Neuenbürg         |        | „In Silber auf blauem Schildfuß zwei einander zugewandte, aufgerichtete schwarze Löwen, in den Pranken eine blaue Weintraube mit grünem Stiel haltend.“ Flagge: Schwarz-Weiß. |
| Neureut           |        | „In gespaltenem Schild eine Haspe in verwechselten Farben. Vorne in Rot auf Gold, hinten in Gold auf Rot.“ Flagge: Rot-Gelb. |
| Oberderdingen     |        | Flagge am 9. November 1964 vom Innenministerium verliehen: „In von Schwarz und Silber gespaltenem Schild oben rechtshin liegend ein Rebast mit drei Blättern und zwei Trauben in verwechselten Farben, darunter vorn eine silberne Kutte, hinten ein blauer Rost (Griff nach unten).“ Flagge: Weiß-Schwarz.                  |
| Obergrombach      |        | „In Blau auf goldener Mondsichel stehend die von goldenem Strahlenkranz umgebene, rot gekleidete und golden gekrönte Madonna, das golden nimbierte Jesuskind auf der Linken, in der Rechten ein goldenes Zepter.“ Flagge: Weiß-Blau.                                                                                         |
| Pfaffenrot        |        | „In Gold auf blauem Vierberg schreitender, rotgekrönter roter Löwe mit blauer Zunge.“ Flagge: Blau-Rot-Gelb. |
| Reichenbach       |        | Wappen im Jahre 1902 angenommen: „In Blau ein silberner Balken.“ Flagge: Weiß. |
| Rheinsheim        |        | Flagge am 24. Juli 1935 vom Reichsstatthalter in Baden verliehen: „In gespaltenem Schild vorn von Silber und Blau im Wellenschnitt geteilt, unten zwei nach rechts schwimmende silberne Fische, hinten in Gold ein schwarzer Anker.“ Flagge: Blau-Gelb.                                                                      |
| Rinklingen        |        | Ortszeichen auf Grenzsteinen und in ältesten Siegeln um 1728; Wappen im Jahre 1911 angenommen. Flagge am 10. Juni 1969 vom Innenministerium verliehen: „In von Silber und Blau schräglinks gerautetem Schild das rot gefütterte goldene Ortszeichen (in Form eines Sesters).“ Flagge: Blau-Weiß.                             |
| Schluttenbach     |        | Wappen und Flagge am 25. November 1969 vom Innenministerium verliehen: „In gespaltenem Schild vorn in Gold ein roter Schrägbalken, hinten in Blau das silberne Ortszeichen in Form eines Kettengliedes.“ Flagge: Weiß-Blau.                                                                                                  |
| Sprantal          |        | Wappenbild in Gerichtssiegel von 1766; Wappen im Jahre 1911 vom Generallandesarchiv festgelegt: „In Schwarz auf grünem Schildfuß, worin ein durchgehender silberner Steg, von zwei goldenen Bergen gesäumtes silbernes Wasser. Von einem Berg zum anderen schreitend ein rot bezungter goldener Löwe.“ Flagge: Gelb-Schwarz. |
| Söllingen         |        | Wappen und Flagge am 25. Januar 1971 vom Innenministerium verliehen: „In gespaltenem Schild vorn in Gold ein roter Schrägbalken, hinten in Blau das silberne Ortszeichen in Form eines Kettengliedes.“ Flagge: Rot-Weiß. |
| Spessart          |        | Flagge am 25. August 1966 vom Innenministerium verliehen: „In Rot ein schwebender gestürzter goldener Sparren, darüber ein silbernes Kleeblatt.“ Flagge: Gelb-Rot. |
| Spöck             |        | Flagge am 18. Juni 1964 vom Innenministerium verliehen: „In Gold das rote Ortszeichen in Form eines am Fußende gespaltenen T, darüber ein schwebender blauer Sparren.“ Flagge: Blau-Gelb. |
| Ubstadt           |        | Flagge am 5. Mai 1959 vom Innenministerium verliehen: „In Blau ein roter Reichsapfel mit goldenen Beschlägen und goldenem Kreuz.“ Flagge: Gelb-Blau. |
| Untergrombach     |        | „In Blau eine silberne Traube mit zwei silbernen Blättern, darüber eine von zwei goldenen Sternen begleitete goldene Krone.“ Flagge: Blau-Weiß-Gelb, Weiß-Blau. |
| Unteröwisheim     |        | Flagge am 3. Februar 1964 vom Innenministerium verliehen: „In Blau ein schräglinker goldener Krummstab, überdeckt von einem linksgewendeten goldenen Hasenkopf.“ Flagge: Gelb-Blau. |
| Waldprechtsweier  |        | Flagge am 29. März 1965 vom Innenministerium verliehen: „In Rot ein vierspeichiges goldenes Rad.“ Flagge: Gelb-Rot. |
| Weiher            |        | Flagge am 22. Juni 1963 vom Innenministerium verliehen: „In Blau rechts ein goldener Bischofsstab mit linksgewendeter Krümme, links übereinander drei goldene Kugeln.“ Flagge: Gelb-Blau. |